# یورن بارگر
جورن بارگر (به انگلیسی: Jorn Barger) (زادهٔ ۱۹۵۳ در یلو اسپرینگز، اوهایو) وبلاگ‌نویسی آمریکایی، که امروزه به خاطر ویراستاری در ربات ویزدم شناخته می‌شود که یک وبلاگ اولیه تأثیرگذار بود. بارگر در سال ۱۹۹۷ واژهٔ وبلاگ (به انگلیسی: Weblog) را ابداع کرد که می‌خواست به‌وسیلهٔ آن فرایند «واقعه‌نگاری در وب» را توصیف کند.

## یوزنت
بارگر از سال ۱۹۸۹ یک شرکت‌کننده فعال در یوزنت (Usenet) بوده و "نزدیک به ده هزار پست" ارسال کرده است. او FAQهای اولیه‌ای درباره هنر ASCII، کیت بوش، توماس پینچون و جیمز جویس نوشت. در سال ۱۹۹۴ او ایده "قانون معکوس پهنای باند یوزنت" را پیشنهاد کرد: "هرچه زندگی‌تان جالب‌تر شود، کمتر پست می‌زنید... و بالعکس." به عنوان یک "پست‌کننده غیرقابل توقف یوزنت که می‌توانست به طور همزمان درباره ایبسن، چامسکی، هوش مصنوعی و کیت بوش بحث کند"، او به یک "افسانه آنلاین" تبدیل شد که همچنین در مطبوعات ملی به عنوان یک کارشناس یوزنت مورد استناد قرار می‌گرفت.